# Tina Sinatra
Tina (Christina) Sinatra (Los Angeles, 20 juni 1948) is een Amerikaanse zangeres, actrice, filmproducente en schrijfster van memoires.

## Jonge jaren
Tina Sinatra werd geboren op 20 juni 1948 in Los Angeles als jongste kind van de Amerikaanse zanger en acteur Frank Sinatra en zijn eerste echtgenote, Nancy Barbato. Haar zus en broer zijn Nancy en Frank jr. Haar ouders scheidden toen ze drie was.

## Carrière
Ze verscheen op het album The Sinatra Family Wish You a Merry Christmas in 1968 en zong vijf nummers, waaronder "Santa Claus Is Coming to Town" en een duet van "O Bambino (One Cold and Blessed Winter)" met haar zus. Tina verscheen ook met haar broer en zus in het televisieprogramma van Dean Martin, samen met diens kinderen.
Sinatra wilde nooit zangeres worden zoals haar vader. In plaats daarvan nam ze acteerlessen bij Jeff Corey. Ze verscheen in een Duitse miniserie, waarna ze een tijd in Duitsland woonde. Na haar terugkeer in de Verenigde Staten nam ze meer lessen van Corey en maakte ze haar opwachting in afleveringen van Adam-12, It Takes a Thief en Mannix. In haar memoires schreef Sinatra dat, hoewel de recensies over het algemeen positief waren, ze niet genoeg ambitie en zelfvertrouwen had om actrice te zijn. Sinatra bleef actief in de entertainmentindustrie en werd een vertegenwoordiger van theateracteurs onder Arnold Stiefel. Ze was onder meer de vertegenwoordiger van Robert Blake.
De televisiefilm Fantasy Island (1977) – die de pilot werd voor de langlopende tv-serie met dezelfde titel – produceerde ze zelf en was er ook in te zien. Ook was ze de uitvoerend producent van de miniserie Sinatra uit 1992, over het leven van haar vader, en eveneens producent van de remake uit 2004 van de film The Manchurian Candidate waar haar vader in speelde. Frank Sinatra bezat het distributierecht van de film tot zijn dood.
Sinatra gaf in 2000 een boek met memoires uit met de titel My Father's Daughter, dat ze schreef in samenwerking met Jeff Coplon.

## Persoonlijk leven
In 1974 trouwde Sinatra met muzikant Wes Farrell in het appartement van haar vader in Caesars Palace in Las Vegas. In 2015 startte ze een petitie voor de aanleg van het Beverly Hills Community Dog Park in Beverly Hills, Californië.